# Ngulak I
Ngulak I is een bestuurslaag in het regentschap Musi Banyuasin van de provincie Zuid-Sumatra, Indonesië. Ngulak I telt 5677 inwoners (volkstelling 2010).